# Beauvais (by)
 For alternative betydninger, se Beauvais. (Se også artikler, som begynder med Beauvais)
Beauvais er en by og kommune i det nordlige Frankrig. Indbyggertal (1999): byen: 57.355; by og forstæder: 59.003; urbant område (fransk: aire urbaine): 100.733. Byen ligger ca. 90 km nord for Paris.